# Leopold Hartley Grindon
Leopold Hartley Grindon  (1818-1904) fue un botánico británico. Educador pionero en la esfera de la educación de adultos. Su colección botánica, con dibujos y escritos botánicos relacionados, forman uno de los principales activos del herbario del Museo de Mánchester al momento de su fundación en 1860.

## Biografía
Se educó en el Bristol College. Estableció la "Sociedad Filobotánica de Bristol"] cuando aún estaba en la escuela. Se trasladó a Mánchester con 20 años de edad, donde pasó un año como aprendiz en un almacén antes de convertirse en cajero para John Whittaker & Co. de negocios del algodón, donde permaneció hasta 1864.
Grindon, cuyo padre era abogado y forense, desarrolló un interés temprano en la botánica y fue autodidacta en otras áreas de la ciencia, como astronomía y geología. A la edad de 13 años, comenzó una colección de plantas secas y hacia los 18 preveía la creación de un herbario de todas las plantas cultivadas y silvestres encontradas en Gran Bretaña. Hizo crecer muchos especímenes de semilla y recogió escritos y dibujos, especialmente de plantas difíciles de cultivar u obtener en forma de espécimen.
En 1860, Grindon y el impresor de calicó, Joseph Sidebotham, fundaron la 'Sociedad de Naturalistas de campo de Mánchester (SNFM). Asistió al Instituto de Mecánica y fue nombrado profesor de botánica en la Real Escuela de Medicina de Mánchester mientras ofrecía en privado la matrícula en la asignatura.
Cuando Grindon se trasladó a Mánchester, vivió en Portland Street y se trasladó a Romford Street donde vivió durante 30 años. En 1883 se trasladó a Cecil Street en Greenheys, donde murió a los 87 años en 1904.

### Vida privada
Se casó con Rosa Elverson, una simpatizante del movimiento feminista y conferencista en instituciones locales, como la "Sociedad Geográfica de Mánchester" y la "Asociación de Clubes de Trabajadores de Mánchester". Le sobrevivió y donó una vidriera grande a la Biblioteca Central de Mánchester en su memoria. La ventana diseñada por Robert Anning Bell, está por encima de la entrada de la biblioteca Shakespeare Hall.

## Algunas publicaciones

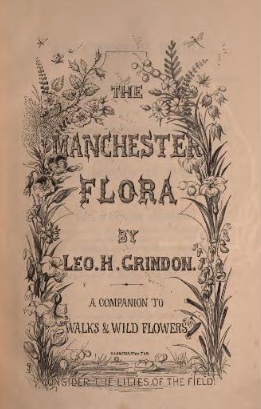
Frontispicio de The Manchester Flora, texto de Leo. H. Grindon publicado en 1859.

Entre las publicaciones de Grindon, muchas de las cuales las escribió mientras aún trabajaba como cajero, son:
- Life, its Nature, Varieties and Phenomena. Londres: Whittaker & Co. 1856.
- Manchester Walks and Wild Flowers (1858)
- The Manchester Flora. Londres: William White. 1859. p. 576.
- British and Garden Botany. Londres: Routledge, Warne & Routledge. 1864.
- Summer Rambles in Cheshire, Derbyshire, Lancashire, and Yorkshire. Manchester: Palmer & Howe. 1866.
- The Trees of Old England. Londres: F. Pitman. 1868.
- Echoes in Plant and Flower Life. Londres: F. Pitman. 1869.
- The Fairfield Orchids (1872)
- The Pathway to Botany. Londres: F. Pitman. 1872.
- History of the Rhododendron (1876)
- Figurative Language. Londres: James Spiers. 1879.
- Country Rambles. Manchester: Palmer & Howe. 1882.
- The Shakespeare Flora. Manchester: Palmer & Howe. 1883.
- Fruits and Fruit Trees. Manchester: Palmer & Howe. 1885.
- Lancashire; brief historical and descriptive notes. Londres: Seely and Co. 1892.

Contribuyó con muchas revistas y en el Manchester City News, y escribió artículos sin conexión con la botánica, como Manchester Banks and Bankers (1877) y A History of Lancashire (1882).

## Honores
- La abreviatura «Grindon» se emplea para indicar a Leopold Hartley Grindon como autoridad en la descripción y clasificación científica de los vegetales.[7]

## Fuente
- Desmond, R. 1994. Dictionary Of British And Irish Botantists And Horticulturalists Including plant collectors, flower painters and garden designers. Ed. CRC. 900 pp. ISBN 0-85066-843-3
- Esta obra contiene una traducción  derivada de «Leopold Hartley Grindon» de Wikipedia en inglés, concretamente de esta versión, publicada por sus editores bajo la Licencia de documentación libre de GNU y la Licencia Creative Commons Atribución-CompartirIgual 4.0 Internacional.

### Otras lecturas
- King, Daniel Q. (abril 2007 requiere suscripción). «A checklist of sources of the botanical illustrations in the Leo Grindon Herbarium, The Manchester Museum». Archives of Natural History (Edinburgh University Press for The Society for the History of Natural History) 34: 129-139. ISSN 0260-9541. doi:10.3366/anh.2007.34.1.129.

- The Manchester Guardian (21 de noviembre de 1904). «Mr. Leo Grindon». The Manchester Guardian (Manchester). p. 12. Consultado el 22 de junio 2012 requiere suscripción.

- Percy, John (1991). «Scientists in humble life; the artisan naturalists of South Lancashire». Manchester Region History Review (Manchester: Manchester Metropolitan University). Archivado desde el original el 1 de marzo de 2012. Consultado el 20 de junio de 2012.